# CIRAH
El CIRAH (Centro de Investigaciones y Referencia de Aterosclerosis de La Habana) es un centro adscrito a la Universidad Médica de La Habana que está integrado por un grupo multidisciplinario de especialistas que desde 1975, dirigidos por el Prof. José Emilio Fernández-Britto Rodríguez, ha desarrollado un extenso trabajo científico relacionado con el estudio de la aterosclerosis, sus  factores de riesgo y sus consecuencias  orgánicas.  Su razón de existir se basa en las siguientes premisas:
- En Cuba, como en muchos otros países, el éxito de la  lucha contra las infecciones ha hecho posible la prolongación de los años de vida.
- La longevidad trae como consecuencia, hasta ahora obligada, que en ese período de la vida afecciones como la aterosclerosis y el cáncer, sean responsables de más del 85 % de las muertes naturales por encima de los 65 años.
- La aterosclerosis comienza a desarrollarse desde la concepción del nuevo ser, cuando cada uno de sus padres le aportan su genética y acompaña al hombre hasta su muerte, sea o no responsable de esta.
- Cada día las grandes crisis ateroscleróticas (muerte súbita, infarto de miocardio, infarto o hemorragia cerebral,  aneurisma aterosclerótico roto u otra grave afección dependiente de la aterosclerosis) se manifiestan en personas de menor edad.
- Lo anterior motiva el estudio profundo de aquellos factores de riesgo bien conocidos

y aceptados como: dislipidemias, hipertensión,  diabetes mellitus, tabaquismo, obesidad y nutrición y otros considerados como emergentes tales como valores del fibrinógeno, de la homocisteína, algunos microorganismos (Clamidia Pneumoniae, Citomegalovirus y otros) sobre los cuales la acción médico-sociocultural es de suma importancia, tanto para promover la salud como para prevenir, curar o rehabilitar a los que han sufrido en etapas tempranas esta afección. 
- Desde el punto de vista social y económico la aterosclerosis puede considerarse como uno de los grandes depredadores de la salud humana cuyo costo por la muerte o por sus secuelas está considerado como de los más elevados de la humanidad.

## Resumen de la labor realizada hasta el momento
- Más de 130 publicaciones científicas, tesis de Doctor en Ciencias, de Doctor en Ciencias Médicas, tutorías y asesorías en Trabajos de Terminación de Residencias, en más de 8 especialidades médicas y en trabajos de Diploma de otras carreras universitarias.
- Se han obtenido premios internacionales, como la Cátedra Robert Koch y nacionales, como el reconocimiento de trabajos relevantes por un quinquenio (1985-90) de la Academia de Ciencias de Cuba, premios relevantes en los Forum de Ciencia y Técnica entre otros.
- Existen en la actualidad convenios de colaboración con varias instituciones internacionales. como el Instituto de Patología «Rudolf Virchow House»,  y el Laboratorio de Biofluidos Mecánicos,  ambos de la Facultad de Medicina de la Charité, de la Universidad de Humboldt de Berlín y se han desarrollado proyectos de colaboración en México,  Nicaragua, Moscú (antigua URSS), Venezuela  y Colombia.
- Sobre esta temática se han ofrecido desde 1976 a la fecha, más de 50 cursos de educación continuada. Internacionales (Colombia, México, Nicaragua, Venezuela, Alemania, Checoslovaquia, Rusia) y nacionales con una asistencia superior a 1 200 profesionales.
- Creó y desarrolló con el Dr. Pablo Carlevaro, el Sistema Aterométrico para identificar y cuantificar lesiones ateroscleróticas en cualquier arteria o sector vascular y sus consecuencias lesionales en cualquier órgano o grupo de pacientes. Este sistema está considerado internacionalmente como idóneo para la caracterización de la lesión aterosclerótica y sus consecuencias orgánicas.  Desde 1985 ingresó en el proyecto de la OMS Pathobiological Determinants of Atherosclerosis in Youth (PBDAY). En 1990 se aprobó utilizar este Sistema como su herramienta oficial para el estudio patomorfológico y morfométrico de las arterias y se integró el CIRAH como el sexto Centro de Referencia del Proyecto PBDAY, conjuntamente con los establecidos en Suecia, Alemania, Italia, Hungría, Suiza y Estados Unidos.  En 1994 se  le entregó la responsabilidad de procesar todos los datos y elaborar el informe final de la investigación.

El CIRAH está adscrito a la División Cardiovascular de la Dirección de Enfermedades Crónicas no Transmisibles de la OMS.
- Datos: Q5737142